# 福岡風太
福岡 風太（ふくおか ふうた、本名信博（のぶひろ）、1948年4月24日 - 2024年6月10日）は、日本の音楽プロデューサー、舞台監督。大阪府出身。大阪の春の野外コンサート「春一番」プロデューサー。

## 経歴
大学在学中の1970年に、ニューヨーク近郊での大規模な野外コンサート「ウッドストック・フェスティバル」の記録映画『ウッドストック/愛と平和と音楽の三日間』を見て感動。1970年「大阪万博」関連の英語の通訳を担当して得た収入で同年4月「BE-IN LOVE-ROCK」（天王寺野外音楽堂）、8月「ロック合同葬儀」（大阪城公園・太陽の広場）、10月「感電祭」（京都円山音楽堂）を開催し、野外コンサート運営の経験を積む。。
1971年のゴールデンウィークに大阪・天王寺公園の野外音楽堂でスタートさせた「春一番」コンサートを、阿部登らとともに、フォークソング、ロック、ジャズなど、ジャンルにこだわらないコンサートとして育て上げ、イベント・プロデューサーの草分けとなる。
以後、「春一番」コンサートを通じて、音楽業界に人脈をつくり、様々なコンサートの制作、ステージマネージャーとして活動。
自らもミュージシャンとして、高田渡、シバ、山本コウタロー、友部正人、中川イサトらが1971年の第3回全日本フォークジャンボリーで結成したジャグ・バンド「武蔵野タンポポ団」に参加。
1979年、名古屋移住後は、加藤登紀子、岡林信康、斉藤哲夫、いとうたかお、竹内まりやらソロミュージシャンのバッキングバンドのメンバーの一員として活動しながら、センチメンタル・シティ・ロマンスのマネージメントを担当。
1986年6月、バッキングバンドを離脱した後、大道具会社でステージ裏方としての修業を積み、1987年末、東京移住。裏方の仕事全体が見渡せるフリーの舞台監督として活動。ペギー葉山、ジョニー吉長、大塚まさじ、金子マリ、近藤房之助、有山じゅんじ、上田正樹＆サウス・トゥ・サウス、加川良、忌野清志郎 with Booker T.&MGs、マリーン、ザ・タイマーズ、木村充揮BAND、中村あゆみ、ゴーバンズ、江口洋介、大野えり、北京一らのステージをサポートする。
1995年5月に「春一番」コンサートを復活。ソロミュージシャンのバッキングバンドのメンバー、ミュージシャンのマネージャー、裏方の舞台監督など、空白期間の仕事の経験と人脈は、その後の「春一番」コンサートに活かされることになる。
2006年5月、CDボックス『1972春一番』復刻版をプロデュース。
2006年7月からハンバート ハンバートのマネージメントを担当。
最近では、毎年の「春一番」コンサートの他、｢高田渡生誕会 57｣、新宿ロフトの「春二番」ライブなど、コンサート制作・舞台監督として活躍している。
2024年6月10日午前1時55分、慢性気管支炎のため大阪府吹田市の病院で死去。76歳没。

## 関連人物
- 高田渡
- ザ・ディランII
- 加川良
- 山本コウタロー
- 友部正人
- 中川イサト
- 西岡恭蔵
- 古川豪
- シバ (ミュージシャン)
- 遠藤賢司
- 中川五郎
- 金森幸介
- 斉藤哲夫
- 有山じゅんじ
- 大塚まさじ
- 金延幸子
- センチメンタル・シティ・ロマンス